# Lichten (Bergisch Gladbach)
Lichten ist ein Ortsteil im Stadtteil Sand der Stadt Bergisch Gladbach im Rheinisch-Bergischen Kreis.

## Lage und Beschreibung
Die Ortslage Lichten liegt zwischen Greuel und Sand. Nach dem Ort wurde zwischen 1940 und 1950 der Lichtenweg benannt.

## Geschichte
Die Ortslage ist nach 1831 entstanden. Der Name geht auf die alte Gewannenbezeichnung Auf den Lichten zurück.
Lichten gehörte seinerzeit zur Bürgermeisterei Gladbach im Kreis Mülheim am Rhein. Mit der Rheinischen Städteordnung wurde Gladbach 1856 Stadt, die dann 1863 den Zusatz Bergisch bekam.
Der Ort ist auf der Preußischen Neuaufnahme von 1892 als Lichten verzeichnet. Auf Messtischblättern ist er regelmäßig bis 1958 als Lichten, danach ohne Namen verzeichnet.
| Jahr | Einwohner | Wohn- gebäude | Kategorie      | Bemerkung            |
| ---- | --------- | ------------- | -------------- | -------------------- |
| 1845 | 18        | 1             | einzelnes Haus | gen. auf den Lichten |
| 1871 | 38        | 3             | Hofstelle      |                      |
| 1885 | 56        | 11            | Wohnplatz      |                      |
| 1895 | 56        | 11            | Wohnplatz      |                      |
| 1905 | 78        | 11            | Wohnplatz      |                      |